# Hollós János
Hollós János (Budapest, 1961. december 27.) magyar újságíró.

## Életpályája
Egyetemi tanulmányait a Budapesti Műszaki és Gazdaságtudományi Egyetem Villamosmérnöki Karán végezte el 1986-ban. 1986 óta a Magyar Rádiónál dolgozik (Ötödik sebesség), a Petőfi Rádió szórakoztató osztályának szerkesztőség-vezető helyettese. 1990-1992 között a reggeli műsorok főszerkesztője volt. 1992 óta a Krónika munkatársa, 1998-2001 között szerkesztőségvezetője volt. 1994-1998 között az MTV Híradó felelős szerkesztője volt. 2001-2006 között a Rádió igazgatásszervezési alelnöke, 2006 óta vezető szerkesztője. 2002-2005 között a Magyar Elektronikus Újságírók Szövetségének elnöke volt. 2009 óta a Magyar Demokrata Fórum sajtófőnöke.

## Művei
- Szerda reggel. Beszélgetések Orbán Viktor miniszterelnökkel. 1998. december 5–2000. december 27.; riporter Hollós János, Kondor Katalin, szerk. Patay László; Püski–MR–Dinasztia, Bp., 2001
- Szerda reggel. Beszélgetések Orbán Viktor miniszterelnökkel. 2001-2002; riporter Hollós János, Kondor Katalin; Püski–MR, Bp., 2002
- Hírek a kommunikációban; Magyar Rádió, Bp., 2004
- Bevezetés a kommunikációelméletbe. A hírek értéke; Tinta, Bp., 2013 (Az ékesszólás kiskönyvtára)